# Szpital Three Rivers
Szpital Three Rivers (ang. Three Rivers, 2009–2010) – amerykański serial obyczajowy wyprodukowany CBS Television Studios.
Światowa premiera serialu miała miejsce 4 października 2009 roku na antenie CBS. Ostatni odcinek został wyemitowany 3 lipca 2010 roku. W Polsce serial był nadawany na kanale TVP Seriale, a od 18 lutego 2013r. nadawany jest w TVP2.

## Fabuła
Głównym bohaterem serialu jest doktor Andy Yablonski (Alex O’Loughlin), lekarz szpitala Three Rivers, który razem ze swoimi współpracownikami ratuje życie pacjentom potrzebującym przeszczepu.

## Obsada
- Alex O’Loughlin jako doktor Andy Yablonski
- Katherine Moennig jako doktor Miranda Foster
- Daniel Henney jako doktor David Lee
- Christopher Hanke jako Ryan Abbott
- Alfre Woodard jako doktor Sophia Jordan
- Julia Ormond jako doktor Sophia Jordan
- Justina Machado jako Pam Acosta
- Amber Clayton jako Lisa Reed

## Spis odcinków
| N/o            | Tytuł angielski           |
| -------------- | ------------------------- |
|                |                           |
| SERIA PIERWSZA |                           |
|                |                           |
| 01             | Place of Life             |
|                |                           |
| 02             | Ryan's First Day          |
|                |                           |
| 03             | Good Intentions           |
|                |                           |
| 04             | Code Green                |
|                |                           |
| 05             | Alone Together            |
|                |                           |
| 06             | Where We Lie              |
|                |                           |
| 07             | The Luckiest Man          |
|                |                           |
| 08             | The Kindness of Strangers |
|                |                           |
| 09             | Win-loss                  |
|                |                           |
| 10             | A Roll of the Dice        |
|                |                           |
| 11             | Every Breath You Take     |
|                |                           |
| 12             | Case Histories            |
|                |                           |
| 13             | Status 1A                 |
|                |                           |